# Liste der Kulturdenkmäler in Weilburg
Die folgende Liste enthält die in der Denkmaltopographie ausgewiesenen Kulturdenkmäler auf dem Gebiet  der  Stadt Weilburg, Landkreis Limburg-Weilburg, Hessen.
Hinweis: Die Reihenfolge der Denkmäler in dieser Liste orientiert sich zunächst an Stadtteilen und anschließend der Anschrift, alternativ ist sie auch nach der Bezeichnung, der vom Landesamt für Denkmalpflege vergebenen Nummer oder der Bauzeit sortierbar.
Kulturdenkmäler werden fortlaufend im Denkmalverzeichnis des Landes Hessen durch das Landesamt für Denkmalpflege Hessen auf Basis des Hessischen Denkmalschutzgesetzes (HDSchG) geführt. Die Schutzwürdigkeit eines Kulturdenkmals hängt nicht von der Eintragung in das Denkmalverzeichnis des Landes Hessen oder der Veröffentlichung in der Denkmaltopographie ab.

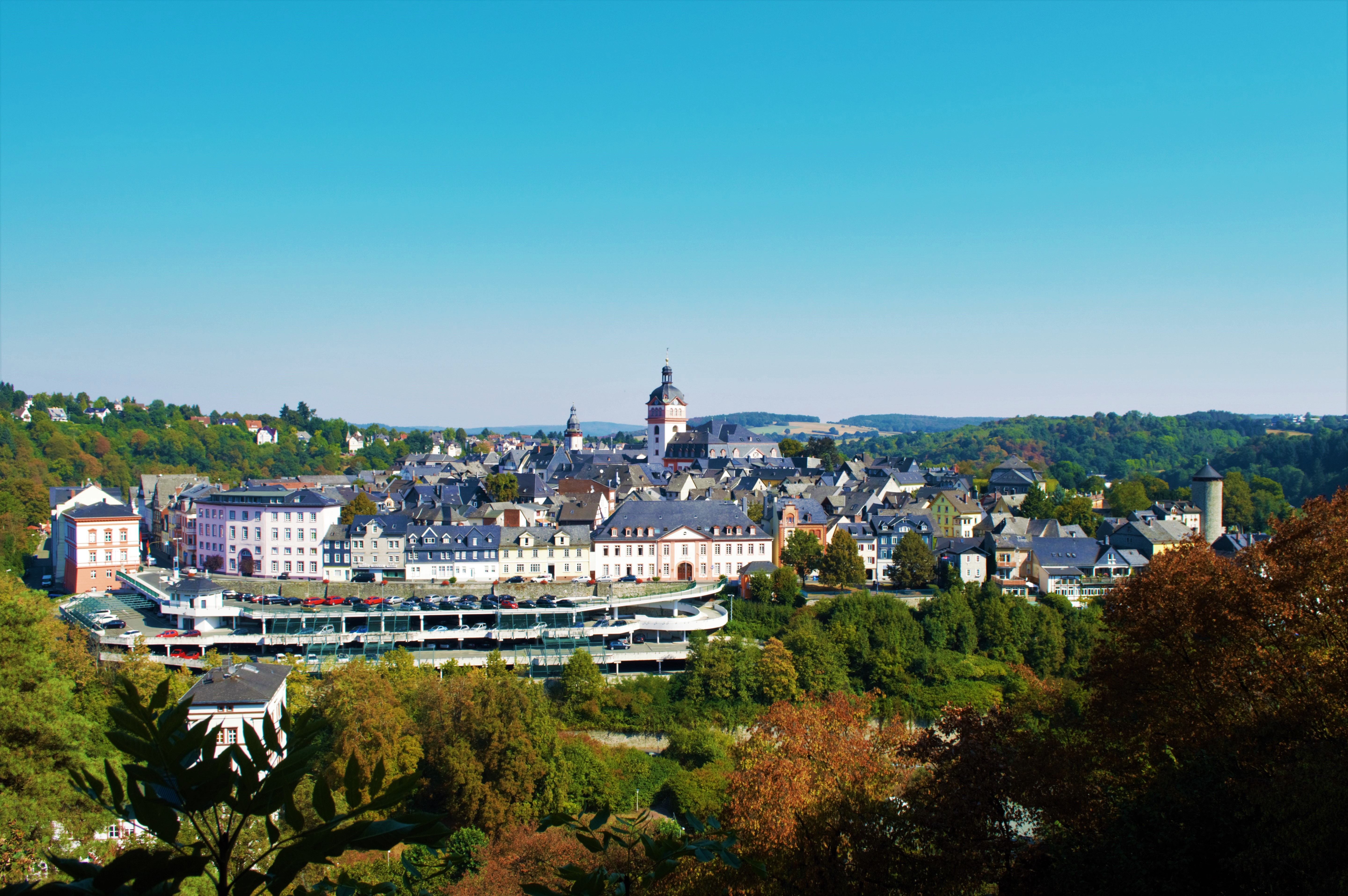
Weilburg – Ansicht der Altstadt

Die Kulturdenkmäler der Ortsteile sind in eigenen Listen erfasst:
- Liste der Kulturdenkmäler in Ahausen
- Liste der Kulturdenkmäler in Drommershausen
- Liste der Kulturdenkmäler in Gaudernbach
- Liste der Kulturdenkmäler in Hasselbach
- Liste der Kulturdenkmäler in Hirschhausen
- Liste der Kulturdenkmäler in Kirschhofen
- Liste der Kulturdenkmäler in Kubach
- Liste der Kulturdenkmäler in Odersbach
- Liste der Kulturdenkmäler in Waldhausen

Im Ortsteil Bermbach sind keine Kulturdenkmäler ausgewiesen (Stand: Juni 2012).

## Weilburg

### A
| Bild           | Bezeichnung                                                                       | Lage                                                          | Beschreibung | Bauzeit       | Objekt-Nr. |
| -------------- | --------------------------------------------------------------------------------- | ------------------------------------------------------------- | ------------ | ------------- | ---------- |
| weitere Bilder | Landhaus Bongardt, Architekt Georg Metzendorf                                     | Adolfstraße 7a LageFlur: 3, Flurstück: 305/3                  |              | 1911          | 52407 DDB  |
| weitere Bilder | Wohnhaus der Bergbaufamilie Moritz, errichtet um 1910, Architekt Georg Metzendorf | Adolfstraße 20 LageFlur: 3, Flurstück: 170/6                  |              | 1905 bis 1915 | 52408 DDB  |
| weitere Bilder | Gasthof „Felsenkeller“                                                            | Ahäuser Weg 4 LageFlur: 6, Flurstück: 676/43                  |              | 1895 bis 1905 | 52431 DDB  |
| weitere Bilder | Fabrikantenvilla August Helbig, errichtet 1870er Jahre                            | Ahäuser Weg 8 LageFlur: 6, Flurstück: 71/2                    |              | 1845 bis 1895 | 52432 DDB  |
| weitere Bilder | Schifffahrtstunnel                                                                | Ahäuser Weg/Weilstraße LageFlur: 6, Flurstück: Flur 6: 40;    |              | 1847          | 52395 DDB  |
| weitere Bilder | Friedhofskapelle                                                                  | Am Sieggraben / Braunfelser Weg LageFlur: 6, Flurstück: 349/5 |              | 1895 bis 1905 | 52433 DDB  |
| weitere Bilder | Jüdischer Friedhof                                                                | Auf dem Dill LageFlur: 6, Flurstück: 1098/247                 |              | 1895 bis 1905 | 52434 DDB  |

### B
| Bild           | Bezeichnung | Lage                                                     | Beschreibung | Bauzeit                | Objekt-Nr. |
| -------------- | --- | -------------------------------------------------------- | ------------ | ---------------------- | ---------- |
| weitere Bilder | Nassauer Hof, erbaut 1860 | Bahnhofstraße 1 LageFlur: 5, Flurstück: 102/1            |              | 1835 bis 1885          | 52409 DDB  |
| weitere Bilder | Dreigeschossiger Pisé-Bau. Errichtet etwa i. J. 1837 | Bahnhofstraße 7 LageFlur: 5, Flurstück: 104/1            |              | 1812 bis 1862          | 52410 DDB  |
| weitere Bilder | Wohnhaus, Pisé-Bau von 1836 | Bahnhofstraße 11 LageFlur: 5, Flurstück: 108/1           |              | Anfang 19. Jahrhundert | 52411 DDB  |
| weitere Bilder | dreistöckiges siebenachsiges Wohnhaus, Pisé-Bau von 1841 | Bahnhofstraße 13 LageFlur: 5, Flurstück: 110/1           |              | 1816 bis 1866          | 52412 DDB  |
| weitere Bilder | dreistöckiges fünfachsiges Wohnhaus, Pisé-Bau von 1841 | Bahnhofstraße 15 LageFlur: 5, Flurstück: 112/2           |              | 1841                   | 52413 DDB  |
| weitere Bilder | Bahnhofsgebäude des Heinrich Velde von 1862 | Bahnhofstraße 24 LageFlur: 5, Flurstück: 539/4           |              | 1862                   | 52414 DDB  |
| weitere Bilder | Villa, erbaut 1927 | Beethovenstraße 2 LageFlur: 8, Flurstück: 3/7, 1/1       |              | 1927                   | 52435 DDB  |
| weitere Bilder | Villa, erbaut 1914 | Bismarckstraße 4 LageFlur: 8, Flurstück: 482/1           |              | 1914                   | 52436 DDB  |
| weitere Bilder | Villa, erbaut 1908 | Bismarckstraße 13 LageFlur: 8, Flurstück: 454/2          |              | 1908                   | 52437 DDB  |
| weitere Bilder | polygonales Teehäuschen, erbaut vermutlich 1779, mit einstöckiger und schieferverkleidetem sog. Saalbau, errichtet 1845/50 in Pisé. Zusätzlich später schlicht erbautes Wohnhaus als Teil der Baugruppe. | Bismarckstraße 19 LageFlur: 8, Flurstück: 358/4, 360     |              | 1779                   | 52438 DDB  |
| weitere Bilder | Villa des Bauunternehmer Johannes Seipp, erbaut um 1900 | Bismarckstraße 20 LageFlur: 8, Flurstück: 701/388        |              | 1895 bis 1905          | 52439 DDB  |
| weitere Bilder | Ehemalige Husarenkaserne, ursprünglich erbaut 1784, dann teilweise ab 1843–1934 Synagoge | Bogengasse 2/4 LageFlur: 12, Flurstück: 229/70, 71, 72/1 |              | 1784                   | 52323 DDB  |
| weitere Bilder | Fachwerkhaus, errichtet um 1700 | Bogengasse 7 LageFlur: 12, Flurstück: 50/1               |              | 1695 bis 1705          | 52324 DDB  |
| weitere Bilder | Ehemaliger Pfarrhof, jetzt bürgerliches Speiselokal | Bogengasse 8 LageFlur: 12, Flurstück: 264/70             |              | 1725 bis 1775          | 52325 DDB  |

### F
| Bild           | Bezeichnung | Lage                                                                | Beschreibung | Bauzeit                | Objekt-Nr. |
| -------------- | --- | ------------------------------------------------------------------- | --- | ---------------------- | ---------- |
| weitere Bilder | Heiliggrabkapelle und Kalvarienberg                                                                                      | Frankfurter Straße LageFlur: 8, Flurstück: 495, 497/1, 497/2, 498   | | Anfang 16. Jahrhundert | 52451 DDB  |
| weitere Bilder | Alter Friedhof | Frankfurter Straße LageFlur: 8, Flurstück: 495, 497/1, 497/2, 498   | | Ende 16. Jahrhundert   | 52452 DDB  |
| weitere Bilder | Putzfachwerkbau, errichtet 1816/17 zeitgleich mit gegenüberliegendem Haus Nr. 2, Pförtnerfunktion der Frankfurter Straße | Frankfurter Straße 1 LageFlur: 6, Flurstück: 592/9                  | | 1817                   | 52440 DDB  |
| weitere Bilder | Putzfachwerkbau, errichtet 1816/17 zeitgleich mit gegenüberliegendem Haus Nr. 1, Pförtnerfunktion der Frankfurter Straße | Frankfurter Straße 2 LageFlur: 8, Flurstück: 511/2                  | | 1817                   | 52441 DDB  |
| weitere Bilder | Siebenachsiges Wohnhaus, errichtet 1816/17                                                                               | Frankfurter Straße 4 LageFlur: 8, Flurstück: 507/1                  | | 1817                   | 52442 DDB  |
| weitere Bilder | Fünfachsiges Wohnhaus, errichtet 1816/20                                                                                 | Frankfurter Straße 6 LageFlur: 8, Flurstück: 505/1                  | | 1820                   | 52443 DDB  |
| weitere Bilder | Katholische Pfarrkirche Hl. Kreuz. Architekt Paul Johannbroer aus Wiesbaden.                                             | Frankfurter Straße 8 LageFlur: 8, Flurstück: 481/1, 496             | | 1959                   | 52453 DDB  |
| weitere Bilder | Dreistöckiger Pisé-Bau, erbaut 1837/40.                                                                                  | Frankfurter Straße 9 LageFlur: 6, Flurstück: 578                    | | 1840                   | 52444 DDB  |
| weitere Bilder | vierstöckiges Wohnhaus von 1906/07                                                                                       | Frankfurter Straße 10 LageFlur: 8, Flurstück: 862/475               | | 1907                   | 52445 DDB  |
| weitere Bilder | Fünfachsiger verputzter Fachwerksbau, errichtet 1816/17                                                                  | Frankfurter Straße 11 LageFlur: 6, Flurstück: 577/3                 | | 1817                   | 52446 DDB  |
| weitere Bilder | Villa eines Hüttendirektors, erbaut 1905/6 durch Johann Seipp.                                                           | Frankfurter Straße 12 LageFlur: 8, Flurstück: 474/2, 474/4          | | 1906                   | 52447 DDB  |
| weitere Bilder | Ehemaliges Palais von Dungern                                                                                            | Frankfurter Straße 13 LageFlur: 6, Flurstück: 854/576               | Das Palais wurde 1822 von Friedrich von Dungern nach Entwurf Friedrich Ludwig Schrumpfs nach dem Vorbild klassizistischer Straßenpalais errichten. Dessen Sohn Emil August von Dungern ließ das Anwesen 1858 ff. umbauen. So wurden die Seitenbauten nach hinten verlängert und rechts die glasüberdachte Durchfahrt geschaffen mit schmuckreichen, gusseisernen Konsolen und Streben. | 1822                   | 52448 DDB  |
| weitere Bilder | Villa | Frankfurter Straße 15 LageFlur: 6, Flurstück: 662/575               | Ehemalige Villa der Friederike Gräfin von Reichenbach-Lessonitz (* 16. Dezember 1821 in Kassel; † 23. Februar 1898 in Weilburg) ⚭ 3. November 1841 Freiherr Wilhelm von Dungern (* 20. Juni 1809 in Weilburg; † 3. Juli 1874 in Wildbad). Friederike war eins von mehreren Kindern von Emilie von Reichenbach-Lessonitz und des Kurfürsten Wilhelm II. von Hessen-Kassel.              | 1883                   | 52449 DDB  |
| weitere Bilder | Dreistöckiger Pisé-Bau, erbaut 1843.                                                                                     | Frankfurter Straße 17 LageFlur: 6, Flurstück: 573/1                 | | 1843                   | 52450 DDB  |
| weitere Bilder | Nr. 32 – Rendanten Wohnhaus                                                                                              | Frankfurter Straße 32–40 Lage                                       | |                        | 52459 DDB  |
| weitere Bilder | Stabsgebäude, Nr. 34 | Frankfurter Straße 32–40 Lage                                       | |                        | 52456 DDB  |
| weitere Bilder | Kasino, Nr. 36. Speise- und Gesellschaftshaus der Offiziere                                                              | Frankfurter Straße 32–40 Lage                                       | |                        | 52457 DDB  |
| weitere Bilder | Kommandanten-Wohnhaus, Nr. 38.                                                                                           | Frankfurter Straße 32–40 Lage                                       | |                        | 52458 DDB  |
| weitere Bilder | Kaserne, Nr. 40. | Frankfurter Straße 32–40 Lage                                       | |                        | 52455 DDB  |
| weitere Bilder | Ehemalige Unteroffiziers-Vorschule, errichtet 1912/13                                                                    | Frankfurter Straße 40 LageFlur: 7, Flurstück: 526/126, 126/1, 126/2 | | 1913                   | 52454 DDB  |
| weitere Bilder | Christian-Spielmann-Schule, Grundschule der Stadt Weilburg, erbaut um 1940                                               | Frankfurter Straße 42 LageFlur: 7, Flurstück: 96/1, 212/3           | | 1920 bis 1970          | 52460 DDB  |

### G
| Bild           | Bezeichnung                                                                                  | Lage                                                      | Beschreibung | Bauzeit | Objekt-Nr. |
| -------------- | -------------------------------------------------------------------------------------------- | --------------------------------------------------------- | ------------ | ------- | ---------- |
| weitere Bilder | Sogenanntes Teehaus (Teehäuschen) von 1811 vom Fürstlichen Oberforstmeister August von Bibra | Goethestraße 1 (Karlsberg) LageFlur: 6, Flurstück: 274/88 |              | 1811    | 52461 DDB  |

### H
| Bild           | Bezeichnung                                             | Lage                                                  | Beschreibung | Bauzeit       | Objekt-Nr. |
| -------------- | ------------------------------------------------------- | ----------------------------------------------------- | ------------ | ------------- | ---------- |
| weitere Bilder | Ernst-Dienstbach-Steg, Stahlträgerkonstruktion von 1934 | Hainallee LageFlur: 13, Flurstück: 2, 3, 167/4, 374/1 |              | 1934          | 52397 DDB  |
| weitere Bilder | Pisé-Haus                                               | Hainallee 1 LageFlur: 13, Flurstück: 10               |              | 1826 bis 1828 | 52326 DDB  |

### I
| Bild           | Bezeichnung                                                                                 | Lage                                                           | Beschreibung | Bauzeit                | Objekt-Nr. |
| -------------- | ------------------------------------------------------------------------------------------- | -------------------------------------------------------------- | ------------ | ---------------------- | ---------- |
| weitere Bilder | Kirchhofsmühle und Mühlenwehr, erstmals erwähnt 1421, seit 1926 stillgelegt. Heute Bauruine | Bangertweg/Weilstraße LageFlur: 11, Flurstück: 35/3, 36/3, 116 |              | Anfang 15. Jahrhundert | 52394 DDB  |
| weitere Bilder | Zweistöckiges Wohnhaus mit Fachwerk im Obergeschoss                                         | Im Bangert 1 LageFlur: 11, Flurstück: 31/2                     |              |                        | 52321 DDB  |
| weitere Bilder | Ehemalige Münze und Hainkaserne                                                             | Im Bangert 16–16a LageFlur: 12, Flurstück: 185/5, 185/6        |              | 1711                   | 52322 DDB  |
| weitere Bilder | Villa der 1920er Jahre inmitten eines Parks                                                 | Im Geyer 3 LageFlur: 8, Flurstück: 830/409                     |              | Anfang 20. Jahrhundert | 52462 DDB  |

### J
| Bild           | Bezeichnung            | Lage                                                                     | Beschreibung | Bauzeit                | Objekt-Nr. |
| -------------- | ---------------------- | ------------------------------------------------------------------------ | ------------ | ---------------------- | ---------- |
| weitere Bilder | Sachgesamtheit Windhof | Johann-Ernst-Straße 12/12a/12b LageFlur: 16, Flurstück: 15/1, 20/1, 32/7 |              | Anfang 18. Jahrhundert | 52465 DDB  |
| weitere Bilder | Stadtpfeiferhaus       | Jonasengäßchen 1 LageFlur: 12, Flurstück: 84/2                           |              | 1695 bis 1705          | 52327 DDB  |

### K
| Bild           | Bezeichnung | Lage                                                  | Beschreibung | Bauzeit | Objekt-Nr. |
| -------------- | --- | ----------------------------------------------------- | ------------ | ------- | ---------- |
| weitere Bilder | Karlsbergbrunnen, klassizistisches Brunnenhäuschen, benannt nach Fürst Karl Christian von Nassau-Weilburg, von 1753 bis 1788. | Karlsberg LageFlur: 6, Flurstück: 881/593             |              |         | 52463 DDB  |
| weitere Bilder | Bahnhof Guntersau | Kirschhöfer Weg LageFlur: 10, Flurstück: 317/7, 371/7 |              | 1866    | 52391 DDB  |
| weitere Bilder | Ehemalige Kruppsche Bergverwaltung, erbaut 1907/08; heute Finanzamt                                                           | Kruppstraße 1 LageFlur: 5, Flurstück: 193/4           |              | 1908    | 52415 DDB  |

### L
| Bild           | Bezeichnung                                                                           | Lage                                                 | Beschreibung | Bauzeit                | Objekt-Nr. |
| -------------- | ------------------------------------------------------------------------------------- | ---------------------------------------------------- | ------------ | ---------------------- | ---------- |
| weitere Bilder | Laufbrunnen                                                                           | Langgasse (am Viehhof) LageFlur: 13, Flurstück: 86/1 |              | 1875 bis 1885          | 52329 DDB  |
| weitere Bilder | Ehemalige Volksschule, errichtet 1839–1842                                            | Langgasse 3 LageFlur: 13, Flurstück: 88/2            |              | 1842                   | 52328 DDB  |
| weitere Bilder | Wohnhaus, errichtet Anfang 18. Jhs.                                                   | Langgasse 8 LageFlur: 13, Flurstück: 65              |              | Anfang 18. Jahrhundert | 52330 DDB  |
| weitere Bilder | Dreigeschossiger Fachwerk-Bau im Kern aus dem 18. Jahrhundert                         | Langgasse 9 LageFlur: 13, Flurstück: 82              |              | 1725 bis 1775          | 52331 DDB  |
| weitere Bilder | Zweistöckiges Fachwerkhaus                                                            | Langgasse 11 LageFlur: 13, Flurstück: 81             |              | 1625 bis 1675          | 52333 DDB  |
| weitere Bilder | Verputzter Sichtfachwerkbau                                                           | Langgasse 13 LageFlur: 13, Flurstück: 80             |              |                        | 52334 DDB  |
| weitere Bilder | Verputzter Giebelbau aus dem 17. Jh.                                                  | Langgasse 16 LageFlur: 3, Flurstück: 59/2            |              | Ende 17. Jahrhundert   | 52332 DDB  |
| weitere Bilder | Zweigeschossiger Traufenbau, frühes 18. Jahrhundert                                   | Langgasse 18 LageFlur: 13, Flurstück: 57             |              | Anfang 18. Jahrhundert | 52335 DDB  |
| weitere Bilder | Verputzter und verschieferter Giebelbau, errichtet um 1700                            | Langgasse 19 LageFlur: 13, Flurstück: 77/2           |              | 1895 bis 1905          | 52336 DDB  |
| weitere Bilder | Dreistöckiger, repräsentativer Fachwerkbau, schräg gegenüber der ehemaligen Reithalle | Langgasse 26 LageFlur: 13, Flurstück: 52/4           |              | Anfang 18. Jahrhundert | 52337 DDB  |
| weitere Bilder | Um die Jahrhundertwende verputztet und neu geordneter Fachwerkbau                     | Langgasse 29 LageFlur: 13, Flurstück: 71             |              | Anfang 18. Jahrhundert | 52338 DDB  |
| weitere Bilder | Vielfach veränderter Bau, ein Fenster mit Jahreszahl 1707                             | Langgasse 32 LageFlur: 12, Flurstück: 19             |              | 1707                   | 52339 DDB  |
| weitere Bilder | verputztes Eckgebäude, Fachwerk erbaut zwischen 1710 und 1720                         | Langgasse 33 LageFlur: 13, Flurstück: 69             |              | Anfang 18. Jahrhundert | 52340 DDB  |
| weitere Bilder | Fachwerkeckgebäude, ursprünglich 1716                                                 | Langgasse 35 LageFlur: 12, Flurstück: 32/1           |              | 1711 bis 1721          | 52341 DDB  |
| weitere Bilder | Pisé-Haus                                                                             | Limburger Straße 12 LageFlur: 5, Flurstück: 365/3    |              | 1845 bis 1855          | 52416 DDB  |
| weitere Bilder |                                                                                       | Limburger Straße 13 LageFlur: 3, Flurstück: 294/1    |              | 1825 bis 1835          | 52417 DDB  |
| weitere Bilder | Villa Hoheneck von 1906                                                               | Limburger Straße 20 LageFlur: 5, Flurstück: 738/389  |              | 1906                   | 52418 DDB  |
| weitere Bilder | Villa Robertsburg, erbaut 1850                                                        | Limburger Straße 25 LageFlur: 3, Flurstück: 593/182  |              | 1845 bis 1855          | 52419 DDB  |
| weitere Bilder | Villenbau, 1900                                                                       | Limburger Straße 34 LageFlur: 5, Flurstück: 832/392  |              | 1900                   | 52420 DDB  |
| weitere Bilder | Villa Friedrich Kurz, erbaut 1903                                                     | Limburger Straße 55 LageFlur: 3, Flurstück: 201/9    |              |                        | 87163 DDB  |

### M
| Bild           | Bezeichnung | Lage                                                                                                | Beschreibung | Bauzeit                | Objekt-Nr. |
| -------------- | --- | --------------------------------------------------------------------------------------------------- | ------------ | ---------------------- | ---------- |
| weitere Bilder | Neptunbrunnen | Marktplatz LageFlur: 12, Flurstück: 40                                                              |              | 1709                   | 52343 DDB  |
| weitere Bilder | Evangelische Schloss- und Stadtkirche/Rathaus, erbaut 1707–1713                                                                                     | Marktplatz LageFlur: 12, Flurstück: 38, 39                                                          |              | 1713                   | 52345 DDB  |
| weitere Bilder | Bauwerk von 1770, heutige Nutzung Zeitungsverlag | Marktplatz 1 u. 3 LageFlur: 12, Flurstück: 36/1, 308/35                                             |              |                        | 52347 DDB  |
| weitere Bilder | | Marktplatz 2, 4, 6, 8, 10, 12 (Westseite) LageFlur: 12, Flurstück: 45, 295/44, 42/1, 41, 100/3, 102 |              |                        | 52346 DDB  |
| weitere Bilder | | Marktplatz 5, 7, 9, 11, 13 (Südseite) LageFlur: 12, Flurstück: 137, 136, 135/1,132,131              |              | 1795 bis 1805          | 52344 DDB  |
| weitere Bilder | | Marktstraße 3 LageFlur: 12, Flurstück: 129/4                                                        |              | Anfang 18. Jahrhundert | 52348 DDB  |
| weitere Bilder | | Marktstraße 6 LageFlur: 12, Flurstück: 107                                                          |              | Anfang 18. Jahrhundert | 52349 DDB  |
| weitere Bilder | | Marktstraße 20 LageFlur: 12, Flurstück: 117/1                                                       |              | 1695 bis 1705          | 52350 DDB  |
| weitere Bilder | Stiftshaus und Probstei | Marktstraße 21 LageFlur: 12, Flurstück: 177                                                         |              | 1576                   | 52351 DDB  |
| weitere Bilder | | Marktstraße 22 LageFlur: 12, Flurstück: 118/1                                                       |              | 1737                   | 52352 DDB  |
| weitere Bilder | Ehemaliges Gymnasium Philippinum, erbaut 1780 | Mauerstraße 1 LageFlur: 12, Flurstück: 274/4                                                        |              |                        | 52353 DDB  |
| weitere Bilder | Komödienbau | Mauerstraße 2 LageFlur: 12, Flurstück: 210/1                                                        |              | 1809                   | 52354 DDB  |
| weitere Bilder | | Mauerstraße 3 LageFlur: 12, Flurstück: 290/62                                                       |              | 1880                   | 52355 DDB  |
| weitere Bilder | Ehemaliges Stiftsgebäude | Mauerstraße 4 LageFlur: 12, Flurstück: 212/3                                                        |              | 1813                   | 52356 DDB  |
| weitere Bilder | Wohn- und Geschäftshaus von 1880, Sitz der Touristik-Information Weilburg und Fremdenverkehrs-Marketng GmbH Weilburg                                | Mauerstraße 6 LageFlur: 12, Flurstück: 214/179                                                      |              | 1880                   | 52357 DDB  |
| weitere Bilder | Rathaus | Mauerstraße 8 LageFlur: 12, Flurstück: 186/2                                                        |              | 1877                   | 52358 DDB  |
| weitere Bilder | Eckhaus von 1875 des Unternehmers Carl Baltzer | Mauerstraße 9 LageFlur: 12, Flurstück: 297/65                                                       |              | 1875                   | 52359 DDB  |
| weitere Bilder | Ehemaliges Gesellschaftshaus | Mauerstraße 13 LageFlur: 12, Flurstück: 72/2                                                        |              | Anfang 19. Jahrhundert | 52360 DDB  |
| weitere Bilder | Sachgesamtheit | Mauerstraße 19, 21, 23 LageFlur: 12, Flurstück: 75, 76, 77/2                                        |              | 1705 bis 1715          | 52361 DDB  |
| weitere Bilder | Amtsgericht/Ehemaliges Amtshaus, errichtet 1775–1777 vom niederländischen Architekten Friedrich Ludwig Gunkel (* 1742/3 Krofdorff; † 1835 Den Haag) | Mauerstraße 25 LageFlur: 12, Flurstück: 78/1                                                        |              | 1777                   | 52362 DDB  |
| weitere Bilder | Denkmal 1870/71 | Mauerstraße/Hinter dem Rathaus LageFlur: 13, Flurstück: 38/1                                        |              | 1875                   | 52366 DDB  |
| weitere Bilder | | Mühlberg 1 LageFlur: 11, Flurstück: 502/1                                                           |              |                        | 52363 DDB  |
| weitere Bilder | Ehemaliges Amtsgefängnis | Mühlberg 2 LageFlur: 11, Flurstück: 26/1                                                            |              | 1856                   | 52364 DDB  |
| weitere Bilder | | Mühlberg 4 LageFlur: 11, Flurstück: 29/6                                                            |              | Anfang 19. Jahrhundert | 52365 DDB  |

### N
| Bild           | Bezeichnung                                             | Lage                                                              | Beschreibung | Bauzeit              | Objekt-Nr. |
| -------------- | ------------------------------------------------------- | ----------------------------------------------------------------- | ------------ | -------------------- | ---------- |
| weitere Bilder | Giebelbau                                               | Neugasse 1/Über dem Hainberg 27 LageFlur: 13, Flurstück: 40, 36/1 |              | 1705                 | 52367 DDB  |
| weitere Bilder | Doppelhaus, 1707                                        | Neugasse 3/5 LageFlur: 13, Flurstück: 41, 42/2                    |              | 1707                 | 52368 DDB  |
| weitere Bilder | verputztes Fachwerk-Doppelhaus, erbaut 1710             | Neugasse 4/6 LageFlur: 12, Flurstück: 11, 12                      |              | 1705 bis 1715        | 52370 DDB  |
| weitere Bilder | Doppelhaus um 1710                                      | Neugasse 7/9 LageFlur: 13, Flurstück: 43, 45                      |              | 1705 bis 1715        | 52369 DDB  |
| weitere Bilder |                                                         | Neugasse 12/14 LageFlur: 12, Flurstück: 16, 17                    |              | 1716                 | 52371 DDB  |
| weitere Bilder | Doppelhaus von 1710                                     | Neugasse 15 LageFlur: 13, Flurstück: 206/48                       |              | 1705 bis 1715        | 52372 DDB  |
| weitere Bilder | Haus Fussinger, Stadteingang an der Brücke, erbaut 1767 | Niedergasse 2 LageFlur: 13, Flurstück: 105/1                      |              | 1767                 | 52373 DDB  |
| weitere Bilder | Brückenmühle und Mühlenwehr                             | Niedergasse 3 LageFlur: 13, Flurstück: 137/2, 154; 11             |              | Ende 13. Jahrhundert | 52392 DDB  |
| weitere Bilder |                                                         | Niedergasse 19 LageFlur: 13, Flurstück: 95                        |              |                      | 52374 DDB  |

### O
| Bild           | Bezeichnung                      | Lage                                                             | Beschreibung | Bauzeit                | Objekt-Nr. |
| -------------- | -------------------------------- | ---------------------------------------------------------------- | ------------ | ---------------------- | ---------- |
| weitere Bilder |                                  | Odersbacher Weg 14 LageFlur: 3, Flurstück: 641/238               |              | 1885 bis 1935          | 52404 DDB  |
| weitere Bilder |                                  | Odersbacher Weg 22 LageFlur: 3, Flurstück: 735/222               |              | 1904                   | 52405 DDB  |
| weitere Bilder | Ehemaliger Hof Wehrholz          | Ohne Anschrift (Am Hofberg) LageFlur: 15, Flurstück: 15          |              |                        | 52400 DDB  |
| weitere Bilder | Ehemalige Jagdallee und Pavillon | Ohne Anschrift (Am Hofberg/Hausley) LageFlur: 10, Flurstück: 223 |              |                        | 52399 DDB  |
| weitere Bilder | Krahnenturm                      | Ohne Anschrift (Kanapee) LageFlur: 15, Flurstück: 4              |              | 1706                   | 52398 DDB  |
| weitere Bilder | Spielmann-Denkmal                | Ohne Anschrift (Kanapee) LageFlur: 15, Flurstück: 5/6            |              | Anfang 20. Jahrhundert | 52401 DDB  |

### P
| Bild           | Bezeichnung                                                          | Lage                                                 | Beschreibung | Bauzeit       | Objekt-Nr. |
| -------------- | -------------------------------------------------------------------- | ---------------------------------------------------- | ------------ | ------------- | ---------- |
| weitere Bilder | Ehemaliges Hofbeamtenhaus                                            | Pfarrgasse 1 LageFlur: 12, Flurstück: 152/2          |              | 1791          | 52375 DDB  |
| weitere Bilder |                                                                      | Pfarrgasse 2 LageFlur: 12, Flurstück: 138            |              | 1795 bis 1805 | 52377 DDB  |
| weitere Bilder | Evangelisches Pfarrhaus                                              | Pfarrgasse 3 LageFlur: 12, Flurstück: 154            |              | 1788          | 52376 DDB  |
| weitere Bilder |                                                                      | Pfarrgasse 4/6 LageFlur: 12, Flurstück: 139/1, 142/1 |              | 1695 bis 1705 | 52378 DDB  |
| weitere Bilder |                                                                      | Pfarrgasse 9 LageFlur: 12, Flurstück: 158            |              | 1725 bis 1775 | 52379 DDB  |
| weitere Bilder | Postbrunnen                                                          | Postplatz LageFlur: 5, Flurstück: 524/3              |              | 1809          | 52422 DDB  |
| weitere Bilder | Lahnbrücke und Brückenhäuser                                         | Postplatz 1/2 LageFlur: 5, Flurstück: 93/1, 94/1     |              |               | 52393 DDB  |
| weitere Bilder |                                                                      | Postplatz 3 LageFlur: 3, Flurstück: 323/3            |              | 1883          | 52423 DDB  |
| weitere Bilder | ehemaliges Postgebäude der Thurn und Taxis Post, errichtet 1786–1787 | Postplatz 5 LageFlur: 3, Flurstück: 296/6            |              | 1787          | 52421 DDB  |

### S
| Bild           | Bezeichnung | Lage                                                         | Beschreibung | Bauzeit                | Objekt-Nr. |
| -------------- | --- | ------------------------------------------------------------ | ------------ | ---------------------- | ---------- |
| weitere Bilder | Ehemalige Kanzlei und Rentkammer | Schloßplatz 1/Schloßgasse 2 LageFlur: 13, Flurstück: 73; 34  |              | 1704                   | 52318 DDB  |
| weitere Bilder | Schloss und Gärten | Schloßplatz 3 LageFlur: 12, Flurstück:                       |              | 1325 bis 1375          | 52314 DDB  |
| weitere Bilder | Obere Orangerie | Schloßplatz 3 LageFlur: 14, Flurstück: 6/3                   |              | 1705                   | 52315 DDB  |
| weitere Bilder | Untere Orangerie | Schloßplatz 3 LageFlur: 14, Flurstück: 6/3                   |              | 1713                   | 52316 DDB  |
| weitere Bilder | Viehhof sowie Reithalle und Heuscheuer | Schloßplatz 3/Schloßplatz LageFlur: 14, Flurstück: 9/1, 19/9 |              | 1708                   | 52319 DDB  |
| weitere Bilder | Haus Marschall des preußischen Regimentskommandeur Rudolf Freiherr Marschall von Bieberstein (13. Juli 1840 Wiesbaden – 18. Dezember 1915 Weilburg) | Schmittbachweg 3 LageFlur: 6, Flurstück: 378/4               |              | 1906                   | 52464 DDB  |
| weitere Bilder | | Schulgasse 2a LageFlur: 12, Flurstück: 229/70, 71, 72/1      |              |                        | 52407      |
| weitere Bilder | | Schulgasse 5 LageFlur: 12, Flurstück: 46/3                   |              |                        | 52320 DDB  |
| weitere Bilder | | Schulgasse 6 LageFlur: 12, Flurstück: 94/1                   |              | 1625 bis 1675          | 52380 DDB  |
| weitere Bilder | | Schulgasse 8 LageFlur: 12, Flurstück: 89/2                   |              | 1695 bis 1705          | 52381 DDB  |
| weitere Bilder | Stifts-, Latein- und Bürgerschule | Schulgasse 9 LageFlur: 12, Flurstück: 98/1                   |              | Anfang 18. Jahrhundert | 52382 DDB  |
| weitere Bilder | Haus 'Zum Engel' | Schulgasse 16 LageFlur: 12, Flurstück: 86/4                  |              | 1668                   | 52383 DDB  |
| weitere Bilder | | Schwanengasse 7 LageFlur: 12, Flurstück: 25/1                |              | 1825 bis 1875          | 52384 DDB  |
| weitere Bilder | Giebelhäuschen, ältester Pisé-Bau in Deutschland | Spielmannstraße 24 LageFlur: 15, Flurstück: 2                |              | 1796                   | 52402 DDB  |

### T
| Bild           | Bezeichnung                                                           | Lage                                     | Beschreibung | Bauzeit                | Objekt-Nr. |
| -------------- | --------------------------------------------------------------------- | ---------------------------------------- | ------------ | ---------------------- | ---------- |
| weitere Bilder | runder Stadtmauerturm, Spätmittelalter                                | Turmgasse LageFlur: 12, Flurstück: 170/3 |              |                        | 52312 DDB  |
| weitere Bilder | Laufbrunnen, Trog und Säule ca. 1830                                  | Turmgasse LageFlur: 12, Flurstück: 208/1 |              | 1825 bis 1835          | 52385 DDB  |
| weitere Bilder | rechteckiger, dreistöckiger Sichtfachwerkbau am Brunnenplatz, 18. Jh. | Turmgasse 1 LageFlur: 12, Flurstück: 164 |              | Anfang 18. Jahrhundert | 52386 DDB  |

### U
| Bild           | Bezeichnung  | Lage | Beschreibung | Bauzeit       | Objekt-Nr. |
| -------------- | ------------ | --- | ------------ | ------------- | ---------- |
| weitere Bilder | Bürgerhäuser | Über dem Hainberg 3–11/15–19/23 LageFlur: 13, Flurstück: 14, 15, 17/2, 20, 25, 26, 29, 34, 18, 19, 23, 24, 27, 28, 32, 33, 37 |              | 1705 bis 1715 | 52387 DDB  |

### V
| Bild           | Bezeichnung                                               | Lage                                      | Beschreibung | Bauzeit | Objekt-Nr. |
| -------------- | --------------------------------------------------------- | ----------------------------------------- | ------------ | ------- | ---------- |
| weitere Bilder | Landtor                                                   | Vorstadt LageFlur: 11, Flurstück: 109/8   |              | 1763    | 52313 DDB  |
| weitere Bilder | Chor der ehemaligen katholischen Kirche, Chorbau von 1884 | Vorstadt 20 LageFlur: 11, Flurstück: 23/3 |              | 1762    | 52388 DDB  |

### W
| Bild           | Bezeichnung | Lage                                                 | Beschreibung | Bauzeit       | Objekt-Nr. |
| -------------- | --- | ---------------------------------------------------- | ------------ | ------------- | ---------- |
| weitere Bilder | das „Wirtshaus an der Lahn“, Putzfachwerkbau über dem ehemaligen Mühlgraben, ein Lahngasthaus des 19. Jahrhunderts | Weilstraße 2 LageFlur: 11, Flurstück: 36/3           |              | 1825 bis 1875 | 52389 DDB  |
| weitere Bilder | Zweigeschossiger Drempelbau mit Sichtfachwerk auf der Guntersau, ehemalige Görtzsche Wirtschaft, um 1880 erbaut.   | Weilstraße 4 LageFlur: 8, Flurstück: 362/8           |              | 1875 bis 1885 | 52390 DDB  |
| weitere Bilder | Dreistöckiger Pisé-Bau, errichtet um 1850                                                                          | Wilhelmstraße 2 LageFlur: 5, Flurstück: 138/2        |              | 1845 bis 1855 | 52424 DDB  |
| weitere Bilder | Ehemaliges (altes) Kruppsches Bergamt, errichtet 1890. Später Wohnhaus für Kruppsche Direktoren.                   | Wilhelmstraße 6 LageFlur: 5, Flurstück: 216/2, 216/3 |              | 1890          | 52425 DDB  |
| weitere Bilder | Ehemalige Grubenverwaltung/Bergamt der Gute-Hoffnung-Hütte, erbaut 1910                                            | Wilhelmstraße 7 LageFlur: 5, Flurstück: 1122/173     |              | 1905 bis 1915 | 52427 DDB  |
| weitere Bilder | Villa, erbaut 1903                                                                                                 | Wilhelmstraße 8 LageFlur: 5, Flurstück: 233/1        |              | 1903          | 52426 DDB  |
| weitere Bilder | Ehemalige Hermann-Herzsche-Bergverwaltung/Bankhaus, errichtet um 1900                                              | Wilhelmstraße 11 LageFlur: 5, Flurstück: 209/4       |              | 1895 bis 1905 | 52428 DDB  |

### Gesamtanlagen
| Bild           | Bezeichnung                                 | Lage | Beschreibung | Bauzeit                | Objekt-Nr. |
| -------------- | ------------------------------------------- | ---- | ------------ | ---------------------- | ---------- |
| weitere Bilder | Gesamtanlage Altstadt                       | Lage |              |                        | 52309 DDB  |
| weitere Bilder | Gesamtanlage Odersbacher Weg                | Lage |              |                        | 52403 DDB  |
| weitere Bilder | Gesamtanlage Limburger Straße/Bahnhofstraße | Lage |              |                        | 52406 DDB  |
| weitere Bilder | Gesamtanlage Frankfurter Straße             | Lage |              | Anfang 19. Jahrhundert | 52429 DDB  |
| weitere Bilder | Gesamtanlage Bismarckstraße/Webersberg      | Lage |              |                        | 52430 DDB  |